# 郭嘉銓
郭嘉銓，PMSM（1976年—），香港警務人員，現任警務處助理處長（國家安全2) 。

## 經歷
郭嘉銓於1998年於香港中文大學畢業，然後投考香港警務處，成为見習督察。郭嘉銓亦曾經擔任前任警務處處長鄧竟成的副官。
2013年，時任警司的郭嘉銓曾負責處理葵涌貨櫃碼頭47日工潮，力求示威工人在表達訴求同時，不影響其他市民和附近交通。
2015年，郭嘉銓駐守尖沙咀分區，擔任尖沙咀分區指揮官。
2016-2017年，郭嘉銓晉升為高級警司，擔任機場警區指揮官。
2018年，郭嘉銓晉升為總警司，擔任服務條件及紀律科總警司。
2019年11月22日，郭嘉銓接替謝振中執掌警察公共關係科。當中，郭嘉銓作為警方4點鐘記者會主力，主要負責解釋警方執法行動和回答記者查詢等。
2022年3月17日，46歲的郭嘉銓晉升為警務處助理處長，將統領警察公共關係部門，打破了劉賜蕙於2013年創造的紀錄，成為香港警察歷史上最年青的助理處長。
2022年7月15日，正式執掌新部門公共關係部，成為首任主管。
2022年8月16日，調往港島總區，接替退休的郭柏聰擔任總區指揮官。
2023年7月1日，獲授香港警察榮譽獎章。
2025年，加入載通國際出任獨立執行董事及營運副總監以管理九巴車務。
2025年4月28日，調任警務處助理處長 ( 國家安全2 )。